# Lino Ventura
Lino Ventura, volledige naam Angiolino Giuseppe Pasquale Ventura (Parma, 14 juli 1919 – Saint-Cloud, 22 oktober 1987), was een Italiaanse filmacteur die vrijwel uitsluitend in Franse films heeft gespeeld. Voorafgaand aan zijn acteursloopbaan was hij een beroepsworstelaar van internationaal niveau.

## Levensloop
Lino Ventura werd geboren in Parma als zoon van Giovanni Ventura en Luisa Borrini. Op zevenjarige leeftijd verlieten hij en zijn moeder Italië om zich bij zijn vader te voegen die sinds enkele jaren als vertegenwoordiger in Parijs werkte. Lino ging al snel van school af en werkte vanaf zijn achtste jaar als o.a. piccolo, monteur, vertegenwoordiger en kantoorbediende. Maar uiteindelijk koos hij voor de sport. Onder de naam Lino Borrini werd hij beroepsworstelaar in het middengewicht (deze naamkeuze zou later tot het hardnekkige misverstand leiden dat Borrini zijn echte achternaam was en Ventura een artiestennaam). Ook werkte hij als 'showworstelaar' in geënsceneerde partijen met veel spektakel (een genre dat bekendstaat als catch of pro-wrestling).

### Huwelijk en worstelsuccessen
In 1942 trouwde hij met zijn jeugdliefde Odette Lecomte. Samen kregen zij vier kinderen. Als worstelaar was hij succesvol; in 1950 werd hij Europees kampioen Grieks-Romeins worstelen in het middengewicht. Een zware beenblessure, opgelopen in een gevecht tegen Henri Cogan (die later ook acteur zou worden) dwong hem echter zijn carrière vroegtijdig te beëindigen. Omdat hij de sport niet vaarwel kon zeggen, legde hij zich vanaf dat moment toe op het organiseren van gevechten.

### Aanvang filmcarrière
In 1953 hoorde Ventura bij toeval dat filmmaker Jacques Becker een Italiaan zocht als tegenspeler van Jean Gabin voor de film Touchez pas au grisbi (Blijf van de poen af). Hij sprak met Becker, kreeg na een paar minuten al de rol van Angelo aangeboden, wees deze in eerste instantie af maar stemde uiteindelijk toch toe. Toen de film uitkwam maakte zijn spel zo'n indruk dat zijn naam als acteur in één klap gevestigd was.
Hij werd onmiddellijk opgenomen in de Franse filmwereld. Met Jean Gabin, wiens carrière dankzij Touchez pas... een blijvende opleving kreeg, ontwikkelde hij een hechte vriendschap. Het publiek viel voor zijn breedgeschouderde postuur, zijn onverzettelijke karakterkop en zijn natuurlijke en overtuigende acteerstijl. Werd hij eerst nog vooral voor ondersteunende rollen gevraagd, al snel kreeg hij ook hoofdrollen aangeboden. Hij werd een van de groten van de Franse cinema en wordt ook nu nog als een van de beste Franse filmacteurs aller tijden beschouwd.

### Persoonlijk leven
In 1958 kregen Ventura en zijn vrouw een geestelijk gehandicapte dochter Linda. In 1966 richtten zij in hun woonplaats Saint-Cloud de vereniging Perce-neige (Sneeuwklokje) op. Deze vereniging bouwt tehuizen, ondersteunt gezinnen met gehandicapte kinderen en werkt aan de maatschappelijke integratie en acceptatie van geestelijk en meervoudig gehandicapten.
Ventura stierf op 22 oktober 1987 aan een hartaanval, 68 jaar oud. Duizenden mensen volgden zijn baar naar de laatste rustplaats op de begraafplaats van Le Val-Saint-Germain.
Het overgrote deel van zijn leven heeft Ventura in Frankrijk doorgebracht. Hij sprak accentloos Frans; in zijn Italiaans was een Franse tongval te horen. Toch bleef hij zich verbonden voelen met zijn geboorteland en heeft hij nooit de Italiaanse nationaliteit voor de Franse willen verruilen.

## De acteur Ventura
Lino Ventura is vooral bekend geworden door rollen waarin hij een harde, zwijgzame en vaak ook eenzame figuur speelde. Dat kon een politie-inspecteur of commissaris zijn die zich hardnekkig in een zaak vastbeet, maar ook een boef waarmee men zich als toeschouwer kon identificeren omdat hij respect afdwong door zijn morele integriteit. Bovendien was er onder de harde buitenkant vaak een zekere melancholie en menselijk mededogen voelbaar. Op het scherm was hij zeer nadrukkelijk aanwezig: rustig, rotsvast en met een borende blik waarmee hij iedereen het zwijgen kon opleggen. Medeacteurs en regisseurs vertelden dat hij tussen de scènes door meestal ontspannen was en graag lachte, maar zodra de camera liep voor honderd procent in zijn rol van norse krachtpatser stapte – een man waarvan altijd een zekere dreiging scheen uit te gaan.

### Films en regisseurs
Ventura heeft gewerkt onder regisseurs als Jacques Becker, Louis Malle, Julien Duvivier, Gilles Grangier, Claude Sautet, Henri Verneuil, Georges Lautner, Vittorio de Sica, Jean-Pierre Melville, Claude Pinoteau, Claude Lelouch, Édouard Molinaro, Claude Miller en vele anderen. 
Bekende films waarin hij speelde zijn o.a. Touchez pas au grisbi, Ascenseur pour l'échafaud, Les Tontons flingueurs, Les Barbouzes, L'Armée des ombres, Le Clan des Siciliens, Le Silencieux, La Gifle, Cadaveri eccellenti, Garde à vue, La Bonne Année en Les Misérables.
In de misdaadkomedie L'Emmerdeur (De lastpost) wordt zijn karakteristieke personage (ditmaal in de gedaante van een zwijgzame en efficiënte beroepsmoordenaar genaamd Milan) danig op de proef gesteld door de labiele jongeman Pignon (gespeeld door Jacques Brel) die in de hotelkamer naast de zijne een mislukte zelfmoordpoging onderneemt en vervolgens in de kalme en zelfverzekerde Milan een vaderfiguur meent te herkennen. Hiermee doorkruist hij echter de plannen van deze laatste, die rust nodig heeft bij het voorbereiden van een nog die middag te plegen moord maar gaandeweg tot een steeds grotere mate van wanhoop wordt gedreven door de zich meer en meer aan hem vastklampende Pignon.

### Werkwijze en eigenaardigheden
Zelf kon Ventura een lastpost zijn tijdens de aanloopfase van een filmproject. Hij vlooide alle scripts na en belde regisseurs gek met vragen als waarom een bepaald personage op pagina 32 dit-en-dat zei; verklaarde dat hij dat "met zijn kleine Parmezaanse kop" niet snapte en dat het volgens hem echt anders moest. Was het draaien echter eenmaal begonnen, dan werd er ook niet meer gesteggeld en speelde hij zijn rol met overtuiging en zonder verdere op- en aanmerkingen.
Lino Ventura had er een hekel aan om geheel of gedeeltelijk ontkleed te spelen, en meestal weigerde hij dit dan ook eenvoudigweg. Bedscènes speelde hij als het even kon in een badjas. Ook met gezoen op het scherm had hij niet veel op. Een scène met Brigitte Bardot moest op het laatste moment worden omgegooid omdat Ventura haar bij nader inzien toch liever niet wilde kussen: "Wat moeten mijn vrouw en kinderen daar wel niet van denken?"
Ventura, die nooit acteerlessen heeft gehad, beschouwde zichzelf niet als een acteur, omdat hij alleen rollen aannam die hem van nature lagen. Een aanbod om Nero te spelen sloeg hij af, naar eigen zeggen omdat alleen al de gedachte aan zichzelf in een toga en met een lauwerkrans in zijn haar genoeg was om zich dood te lachen. Maar een echte acteur, aldus Ventura, zou hier geen moeite mee gehad hebben: die zou zich gewoon in de rol inleven en er iets van maken. In Amerika verbaasde hij zich erover dat beroemde acteurs als Jack Nicholson en Marlon Brando niet alleen van hem gehoord hadden, maar hem zelfs hogelijk bewonderden en hem graag wilden ontmoeten.
Bij zijn dood was Ventura 34 jaar acteur en had hij in 75 films gespeeld.

## Filmografie
- Touchez pas au grisbi (1953)
  - Met Jean Gabin, Jeanne Moreau.
Regie: Jacques Becker
- Razzia sur la chnouf (1954)
  - Met Jean Gabin.
Regie: Henri Decoin
- La Loi des Rues (1956)
  - Met Louis de Funès.
Regie: Ralph Habib
- Crime et Châtiment (1956)
  - Met Jean Gabin, Marina Vlady.
Regie: Georges Lampin
- Le Feux aux Poudres (1956)
  - Met Raymond Pellegrin, Peter van Eyck.
Regie: Henri Decoin
- Action Immédiate (1956)
  - Met Henri Vidal, Barbara Laage.
Regie: Maurice Labro
- Le rouge est mis (1957)
  - Met Jean Gabin, Annie Girardot.
Regie: Gilles Grangier
- L'Étrange Monsieur Steve (1957)
  - Met Jeanne Moreau, Philippe Lemaire.
Regie: Raymond Bailly
- Trois Jours à Vivre (1957)
  - Met Daniel Gélin, Jeanne Moreau.
Regie: Gilles Grangier
- Ces Dames Préfèrent le Mambo (1957)
  - Met Eddie Constantine.
Regie: Bernard Borderie
- Maigret tend un piège (1957)
  - Met Jean Gabin, Annie Girardot.
Regie: Jean Delannoy
- Ascenseur pour l'échafaud (1957)
  - Met Jeanne Moreau.
Regie: Louis Malle
- Montparnasse 19 (1957)
  - Met Gérard Philipe, Anouk Aimée, Lilli Palmer.
Regie: Jacques Becker
- Le Gorille vous salue bien (1958)
  - Met Charles Vanel, Bella Darvi.
Regie: Bernard Borderie
- Le Fauve est lâché (1958)
  - Met Estella Blain, Paul Frankeur.
Regie: Maurice Labro
- Sursis pour un Vivant / Il Mistero della Pensione Edelweiss (1958)
  - Met Henri Vidal, Dawn Addams.
Regie: Victor Merenda
- Douze Heures d'Horloge (1958)
  - Met Eva Bartok, Hannes Messemer, Gert Fröbe.
Regie: Geza Redvanyi
- Marie-Octobre (1958)
  - Met Danielle Darrieux.
Regie: Julien Duvivier
- Un Témoin dans la Ville (1959)
  - Met Franco Fabrizzi, Sandra Milo.
Regie: Edouard Molinaro
- 125 Rue Montmartre (1959)
  - Met Andréa Parisi.
Regie: Gilles Grangier
- Le Chemin des Écoliers (1959)
  - Met Françoise Arnoul, Bourvil, Alain Delon.
Regie: Michel Boisrond
- Classe Tous Risques (1959)
  - Met Sandra Milo, Jean-Paul Belmondo.
Regie: Claude Sautet
- Herrin der Welt / Les Mystères d'Angkor (1960)
  - Met Martha Hyer, Carlos Thompson.
Regie: William Dieterle
- La Fille dans la vitrine (1960)
  - Met Marina Vlady.
Regie: Luciano Emmer
- Un Taxi pour Tobrouk (1961)
  - Met Charles Aznavour, Hardy Krüger.
Regie: Denys de La Patellière
- Les Lions sont lâchés (1961)
  - Met Jean-Claude Brialy, Claudia Cardinale.
Regie: Henri Verneuil
- Il Re di Poggioreale / Le Roi des Truands (1961)
  - Met Ernest Borgnine, Yvonne Sanson.
Regie: Duilio Coletti
- Le Bateau d'Émile (1961)
  - Met Annie Girardot, Michel Simon, Pierre Brasseur.
Regie: Denys de la Patellière
- Les Petits Matins (1961)
  - Met Agathe Aems, Gilbert Bécaud.
Regie: Jacqueline Audry
- Il Giudizio Universale / Le Jugement Dernier (1961)
  - Met Fernandel, Georges Rivière.
Regie: Vittorio De Sica
- Le Diable et les Dix Commandements (1962)
  - Met Charles Aznavour, Maurice Biraud.
Regie: Julien Duvivier
- Die Dreigroschenoper (1962)
  - Met Curd Jürgens, Hildegard Knef, Gert Fröbe.
Regie: Wolfgang Staudte
- Carmen di Trastevere / Carmen 63 (1963)
  - Met Giovanna Ralli, Dante di Paolo.
Regie: Carmine Gallone
- Les Tontons flingueurs (1963)
  - Met Bernard Blier en Francis Blanche.
Regie: Georges Lautner
- Llanto por un bandido / Cordoba (1963)
  - Met Francisco Rabal, Lea Massari.
Regie: Carlos Saura
- Cent Milles Dollar au Soleil (1963)
  - Met Gert Fröbe.
Regie: Henri Verneuil
- Le Monocle rit jaune (1964)
  - Met Paul Meurisse.
Regie: Georges Lautner
- Les Barbouzes (1964)
  - Met Bernard Blier, Francis Blanche en Mireille Darc.
Regie: Georges Lautner
- L'Arme à Gauche (1965)
  - Met Sylvia Koscina, Léo Gordon.
Regie: Claude Sautet
- La Métamorphose des cloportes (1965)
  - Met Irina Demick, Pierre Brasseur, Charles Aznavour.
Regie: Pierre Granier-Deferre
- Les Grandes Gueules (1965)
  - Met Bourvil, Marie Dubois.
Regie: Robert Enrico
- Ne Nous Fâchons Pas (1965)
  - Met Jean Lefebvre, Mireille Darc.
Regie: Georges Lautner
- Avec la peau des autres (1966)
  - Met Jean Bouise, Marilu Tolo.
Regie: Jacques Deray
- Le Deuxième Souffle (1966)
  - Met Paul Meurisse, Raymond Pellegrin.
Regie: Jean-Pierre Melville
- Les Aventuriers (1967)
  - Met Alain Delon, Joanna Shimkus.
Regie: Robert Enrico
- Le Rapace (1967)
  - Met Rosa Furman, Xavier Marc.
Regie: José Giovanni
- L'Armée des ombres (1969)
  - Met Simone Signoret.
Regie: Jean-Pierre Melville
- Le Clan des Siciliens (1968)
  - Met Jean Gabin, Alain Delon, Irina Demick.
Regie: Henri Verneuil
- Dernier Domicile connu (1970)
  - Met Marlène Jobert.
Regie: José Giovanni
- Fantasia chez les Ploucs (1970)
  - Met Mireille Darc, Jacques Dufilho.
Regie: Gérard Pirès
- Boulevard du Rhum (1971)
  - Met Brigitte Bardot, Guy Marchand.
Regie: Robert Enrico
- L'aventure c'est l'aventure (1972)
  - Met Jacques Brel, Charles Denner, Charles Gérard.
Regie: Claude Lelouch
- I Segreti di Cosa Nostra / The Valachi Papers (1972)
  - Met Charles Bronson, Jill Ireland.
Regie: Terence Young
- Le Silencieux (1972)
  - Met Lea Massari.
Regie: Claude Pinoteau
- La Raison du Plus Fou (1972)
  - Met Raymond Devos, Alice Sapritch.
Regie: François Reichenbach
- La Bonne Année (1973)
  - Met Françoise Fabian.
Regie: Claude Lelouch
- Le Far West (1973)
  - Met Gabriel Jabbour, Danièle Evenou.
Regie: Jacques Brel
- L'Emmerdeur (1973)
  - Met Jacques Brel.
Regie: Edouard Molinaro
- Uomini Duri / Tough Guys / Les Durs (1974)
  - Met Isaac Hayes.
Regie: Duccio Tessari
- La Gifle (1974)
  - Met Annie Girardot, Isabelle Adjani.
Regie: Claude Pinoteau
- La Cage (1975)
  - Met Ingrid Thulin.
Regie: Pierre Granier-Deferre
- Adieu poulet (1975)
  - Met Patrick Dewaere, Victor Lanoux.
Regie: Pierre Granier-Deferre
- Cadaveri eccellenti / Cadavres Exquis (1976)
  - Met Fernando Rey.
Regie: Francesco Rosi
- The Medusa Touch / La Grande Menace (UK) (1978)
  - Met Richard Burton, Lee Remick
Regie: Jack Gold
- Un papillon sur l'épaule (1978)
  - Met Claudine Auger, Paul Crauchet.
Regie: Jacques Deray
- L'Homme en colère (1979)
  - Met Angie Dickinson, Laurent Malet.
Regie: Claude Pinoteau
- Les Seducteurs / Sunday Lovers ("Paris") (1980)
  - Met Catherine Salviat.
Regie: Edouard Molinaro
- Garde à vue (1981)
  - Met Michel Serrault, Romy Schneider.
Regie: Claude Miller
- Espion lève-toi (1981)
  - Met Michel Piccoli, Bruno Cremer.
Regie: Yves Boisset
- Les Misérables (1982)
  - Met Michel Bouquet.
Regie: Robert Hossein
- Le Ruffian (1982)
  - Met Bernard Giraudeau, Claudia Cardinale.
Regie: José Giovanni
- Cento Giorni a Palermo / Cent Jours à Palermo (1983)
  - Met Lino Troisi.
Regie: Giuseppe Ferrara
- La 7ème Cible (1984)
  - Met Lea Massari.
Regie: Claude Pinoteau
- Vengeance / Sword of Gideon (1986)
  - Met Rod Steiger, Michael York.
Regie: Michael Anderson
- La Rumba (1987)
  - Met Roger Hanin, Michel Piccoli, Corinne Touzet.
Regie: Roger Hanin
- Maledetto Ferragosto (1987) (onvoltooid)
  - Met (?).
Regie: Francesco Massaro